# Preparctia mirifica
Preparctia mirifica är en fjärilsart som beskrevs av Charles Oberthür 1892. Preparctia mirifica ingår i släktet Preparctia och familjen björnspinnare. Inga underarter finns listade i Catalogue of Life.